# La Selle-la-Forge
La Selle-la-Forge est une commune française, située dans le département de l'Orne en région Normandie, peuplée de 1 396 habitants.

## Géographie
La commune est limitrophe au sud de Flers, dans le nord-ouest du département de l'Orne.

### Communes limitrophes
| Flers         | Flers             | Athis-Val de Rouvre (comm. dél. de Ronfeugerai), Landigou |
| Flers         | La Selle-la-Forge | Landigou                                                  |
| Flers, Messei | Messei            | Messei                                                    |

### Hydrographie
La commune est traversée par la ligne de partage des eaux entre les bassins hydrographiques Seine-Normandie et Loire-Bretagne. Elle est drainée par la Vere, le cours d'eau 01 de Fumeçon, le cours d'eau 01 de la commune de la Selle-la-Forge, le cours d'eau 01 du Houlme, le fossé 01 de la Minière, le fossé 01 des Basses Folletières, le ruisseau de Blanche-Lande, le ruisseau de la Blanche Lande et divers autres petits cours d'eau,.
La Vère, d'une longueur de 25 km, prend sa source dans la commune de Landigou et se jette  dans le Noireau à Saint-Pierre-du-Regard, après avoir traversé douze communes. 

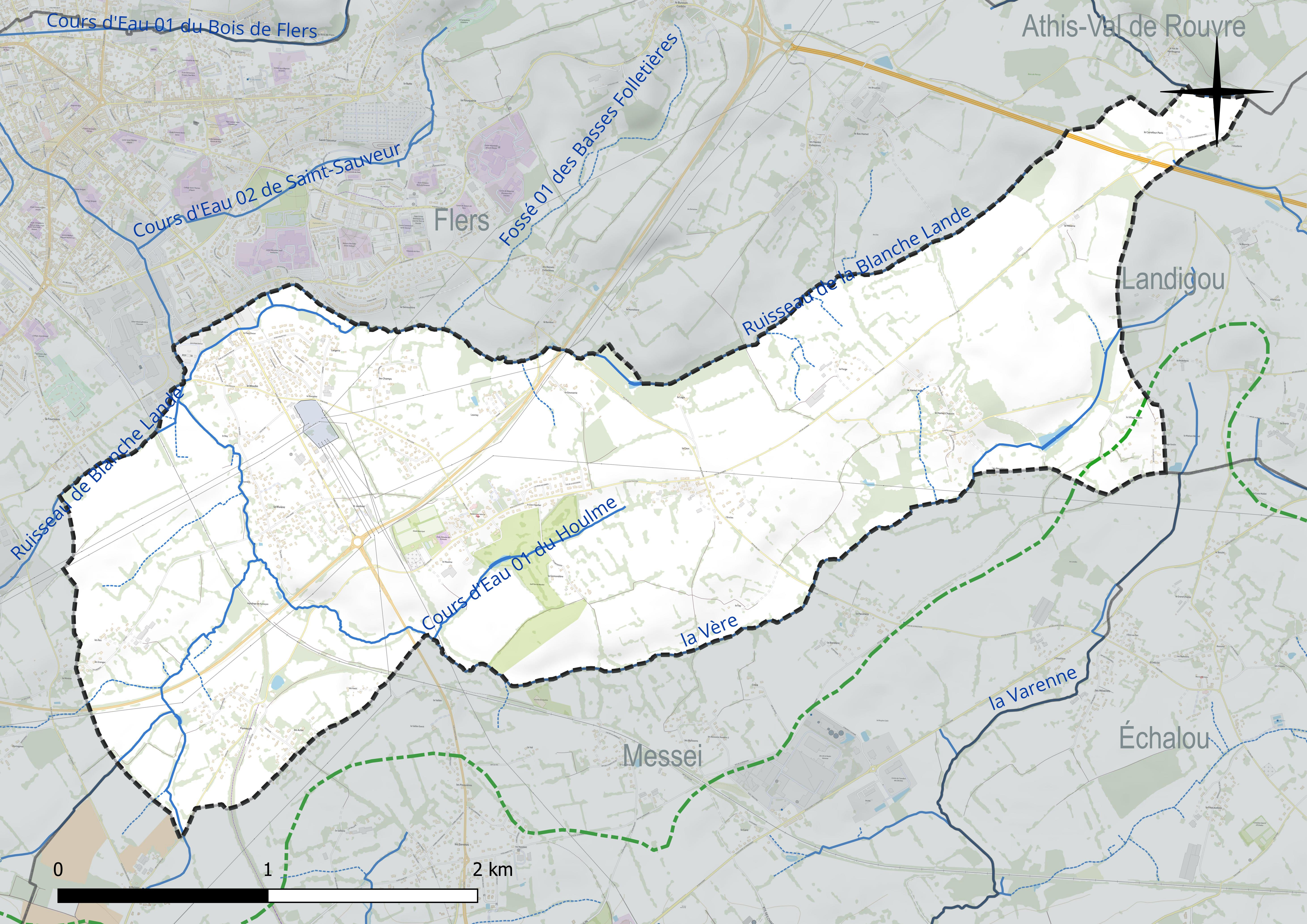
Réseau hydrographique de la Selle-la-Forge.

### Climat
Pour des articles plus généraux, voir Climat de la Normandie et Climat de l'Orne.
En 2010, le climat de la commune est de type climat océanique franc, selon une étude du CNRS s'appuyant sur une série de données couvrant la période 1971-2000. En 2020, Météo-France publie une typologie des climats de la France métropolitaine dans laquelle la commune est exposée à un climat océanique et est dans la région climatique Normandie (Cotentin, Orne), caractérisée par une pluviométrie relativement élevée (850 mm/a) et un été frais (15,5 °C) et venté. Parallèlement le GIEC normand, un groupe régional d’experts sur le climat, différencie quant à lui, dans une étude de 2020, trois grands types de climats pour la région Normandie, nuancés à une échelle plus fine par les facteurs géographiques locaux. La commune est, selon ce zonage, exposée à un « climat contrasté des collines », correspondant au Bocage normand, bien arrosé, voire très arrosé sur les reliefs les plus exposés au flux d’ouest, et frais en raison de l’altitude.
Pour la période 1971-2000, la température annuelle moyenne est de 10,4 °C, avec une amplitude thermique annuelle de 13,6 °C. Le cumul annuel moyen de précipitations est de 955 mm, avec 13,6 jours de précipitations en janvier et 8,1 jours en juillet. Pour la période 1991-2020, la température moyenne annuelle observée sur la station météorologique la plus proche, située sur la commune d'Athis-Val de Rouvre à 9 km à vol d'oiseau, est de 10,6 °C et le cumul annuel moyen de précipitations est de 944,7 mm,. Pour l'avenir, les paramètres climatiques de la commune estimés pour 2050 selon différents scénarios d’émission de gaz à effet de serre sont consultables sur un site dédié publié par Météo-France en novembre 2022.

## Urbanisme

### Typologie
Au 1er janvier 2024, La Selle-la-Forge est catégorisée ceinture urbaine, selon la nouvelle grille communale de densité à sept niveaux définie par l'Insee en 2022.
Elle appartient à l'unité urbaine de Flers, une agglomération intra-départementale regroupant cinq  communes, dont elle est une commune de la banlieue,,. Par ailleurs la commune fait partie de l'aire d'attraction de Flers, dont elle est une commune de la couronne,. Cette aire, qui regroupe 38 communes, est catégorisée dans les aires de 50 000 à moins de 200 000 habitants,.

### Occupation des sols
L'occupation des sols de la commune, telle qu'elle ressort de la base de données européenne d’occupation biophysique des sols Corine Land Cover (CLC), est marquée par l'importance des territoires agricoles (89 % en 2018), en diminution par rapport à 1990 (92 %). La répartition détaillée en 2018 est la suivante : 
prairies (53,9 %), zones agricoles hétérogènes (27,2 %), zones urbanisées (10,2 %), terres arables (7,9 %), zones industrielles ou commerciales et réseaux de communication (0,8 %). L'évolution de l’occupation des sols de la commune et de ses infrastructures peut être observée sur les différentes représentations cartographiques du territoire : la carte de Cassini (XVIIIe siècle), la carte d'état-major (1820-1866) et les cartes ou photos aériennes de l'IGN pour la période actuelle (1950 à aujourd'hui).

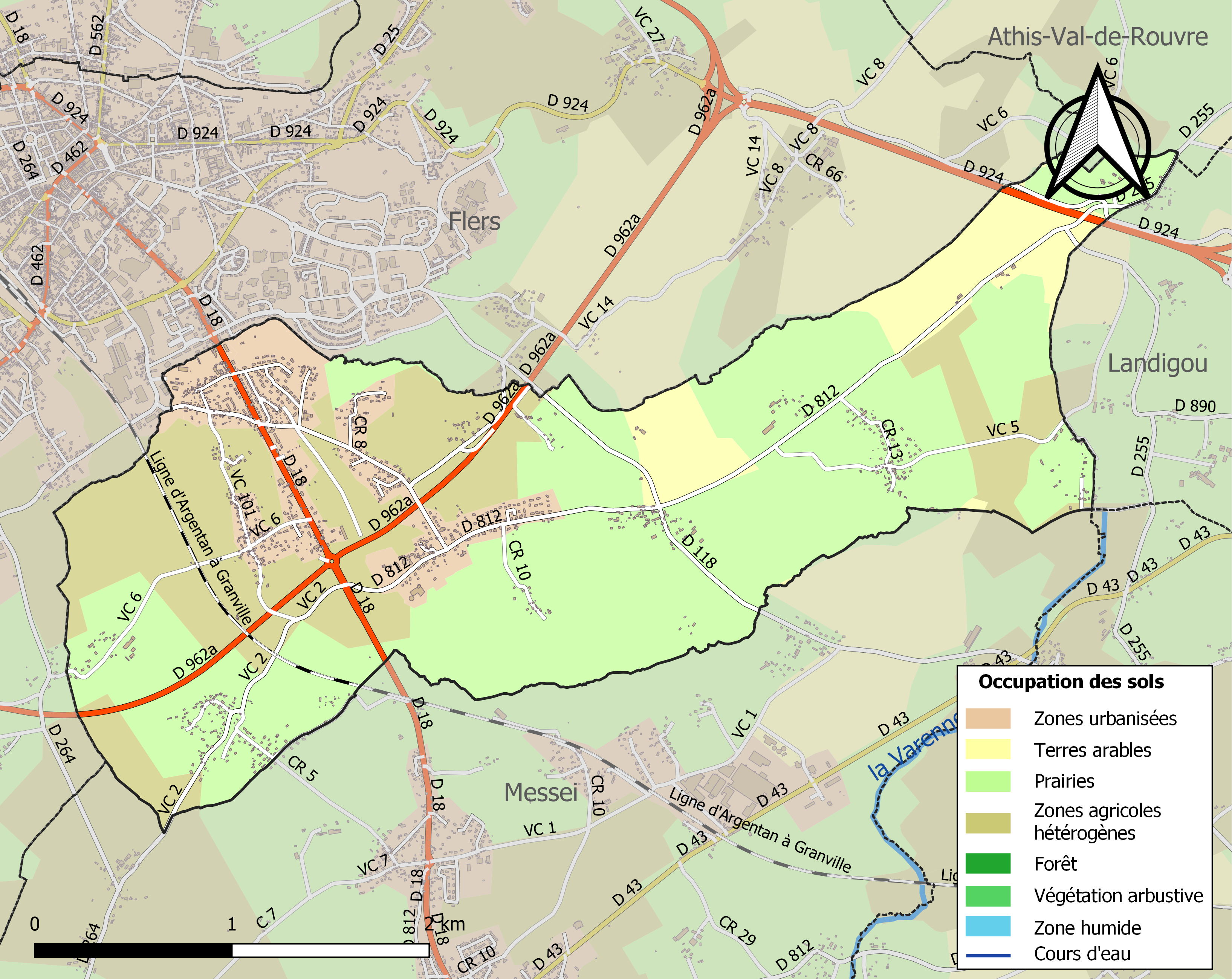
Carte des infrastructures et de l'occupation des sols de la commune en 2018 (CLC).

## Toponymie
Le toponyme est attesté sous la forme Cella vers 1350.
Il est issu du latin cella évoquant un sanctuaire.
La deuxième partie du toponyme témoigne de la présence d'une forge. La toponymie locale porte la trace d'une activité métallurgique foisonnante, comme pour Saint-Bômer-les-Forges.
Le gentilé est Sellois.

## Héraldique
| Blason de Selle-la-Forge (La) | Blason  | Écartelé : au 1er de gueules au cavalier d'argent, brandissant une épée du même, protégé sur senestre par un bouclier d'azur chargé d'un croissant d'or, chevauchant un cheval cabré de sable, au 2e de sinople à un atelier de forge primitif au naturel, au forgeron d'argent frappant sur une enclume de sable et accompagné d'un foyer d'argent enflammé d'or, au 3e d'azur à la croix antique [latine alésée] d'argent, au 4e d'or à trois bobines et deux navettes de gueules et sans ordre ; sur le tout, de gueules à deux léopards d'or, armés et lampassés d'azur, l'un au-dessus de l'autre. |
| Blason de Selle-la-Forge (La) | Détails | Le 1er quartier est aux armes des premiers seigneurs du lieu. Le 2e rappelle le nom de la commune. Le 3e évoque la spiritualité. Le 4e représente les fileuses et les tisserands d'autrefois. L'écu sur le tout est aux armes de la Normandie. Officiel |

## Politique et administration

### Administration municipale
| Période                                  | Période   | Identité         | Étiquette | Qualité                                                    |
| ---------------------------------------- | --------- | ---------------- | --------- | ---------------------------------------------------------- |
| 1995                                     | mars 2001 | Serge Louiche    |           |                                                            |
| mars 2001                                | mars 2014 | Daniel Marie     |           | Agent de maîtrise                                          |
| mars 2014                                | juin 2016 | Serge Louiche    | SE        | Expert-comptable                                           |
| juin 2016                                | En cours  | Sylvie Thieulent | SE-DVD    | Employée d'hôpital, conseillère départementale depuis 2021 |
| Les données manquantes sont à compléter. |           |                  |           |                                                            |

Le conseil municipal est composé de quinze membres dont le maire et quatre adjoints.

## Démographie
L'évolution du nombre d'habitants est connue à travers les recensements de la population effectués dans la commune depuis 1793. Pour les communes de moins de 10 000 habitants, une enquête de recensement portant sur toute la population est réalisée tous les cinq ans, les populations de référence des années intermédiaires étant quant à elles estimées par interpolation ou extrapolation. Pour la commune, le premier recensement exhaustif entrant dans le cadre du nouveau dispositif a été réalisé en 2006.
En 2022, la commune comptait 1 396 habitants, en évolution de −4,51 % par rapport à 2016 (Orne : −3,21 %, France hors Mayotte : +2,11 %).
La Selle-la-Forge a compté jusqu'à 1 428 habitants en 1856.
| 1793 | 1800  | 1806  | 1821  | 1831  | 1836  | 1841  | 1846  | 1851  |
| ---- | ----- | ----- | ----- | ----- | ----- | ----- | ----- | ----- |
| 965  | 1 050 | 1 223 | 1 245 | 1 233 | 1 310 | 1 344 | 1 349 | 1 396 |

| 1856  | 1861  | 1866  | 1872  | 1876  | 1881  | 1886  | 1891  | 1896 |
| ----- | ----- | ----- | ----- | ----- | ----- | ----- | ----- | ---- |
| 1 428 | 1 392 | 1 301 | 1 181 | 1 155 | 1 088 | 1 049 | 1 003 | 951  |

| 1901 | 1906 | 1911 | 1921 | 1926 | 1931 | 1936 | 1946 | 1954 |
| ---- | ---- | ---- | ---- | ---- | ---- | ---- | ---- | ---- |
| 908  | 880  | 881  | 744  | 735  | 732  | 722  | 730  | 779  |

| 1962 | 1968 | 1975  | 1982  | 1990  | 1999  | 2006  | 2011  | 2016  |
| ---- | ---- | ----- | ----- | ----- | ----- | ----- | ----- | ----- |
| 751  | 929  | 1 014 | 1 167 | 1 330 | 1 277 | 1 286 | 1 379 | 1 462 |

| 2021  | 2022  | - | - | - | - | - | - | - |
| ----- | ----- | - | - | - | - | - | - | - |
| 1 423 | 1 396 | - | - | - | - | - | - | - |

## Lieux et monuments
- Église Saint-Sauveur (fin XIXe ou début XXe), munie d'un clocher-campanile disjoint.

## Activité et manifestations

### Sports
- Golf du Houlme.
- Association sportive de La Selle-la-Forge.
- Terrain de tennis (pas de cours).